# ازدواج همجنس در آمریکا

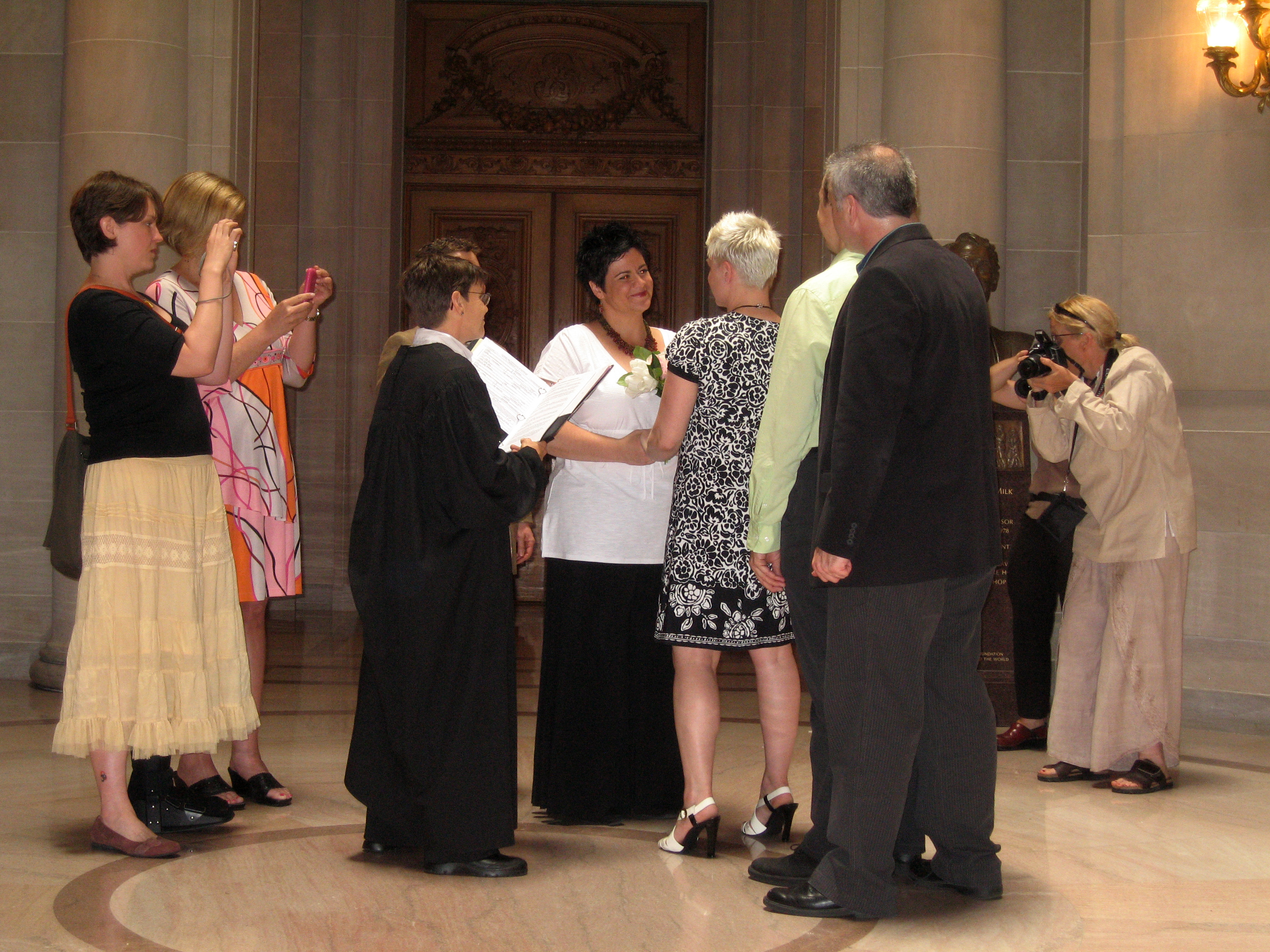
ازدواج همجنس‌گرایانانه مدنی در سیتی هال سان فرانسیسکو

ازدواج همجنس‌ توسط دیوان عالی آمریکا در تاریخ ۲۶ ژوئن ۲۰۱۵  را در سرتاسر ایالت‌های آمریکا قانونی اعلام شد. به این ترتیب ایالات متحده آمریکا هجدهمین کشوری بود که ازدواج همجنس را به رسمیت شناخت.

پیش از این قانون، این‌گونه ازدواج‌ها در بعضی از ایالت‌ها قانونی بود، در بعضی از آن فقط به رسمیت شناخته می‌شد و در بعضی دیگر ممنوع بود. اولین ایالتی که این موضوع را قانونی را کرد ماساچوست و در سال ۲۰۰۴ بود و پس از آن در شانزده ایالت ازدواج همجنس‌گرایان قانونی شناخته می‌شد:کنتیکت، نیوهمپشایر، آیووا، ماساچوست، نیویورک، ورمونت، رودآیلند، مریلند، مینه‌سوتا، کالیفرنیا، مین به علاوه واشنگتن دی. سی. و بعضی مناطق دیگر. از دسامبر ۲۰۱۲ و پس از همه‌پرسی که در نوامبر ۲۰۱۲ صورت گرفت، در کل ایالت واشنگتن، ایالت مریلند و ایالت مین نیز ازدواج قانونی شد. تا تاریخ ژوئن ۲۰۱۲، ۱۲ ایالت ازدواج همجنس‌گرایان بر طبق قانون و بیست و نه ایالت از طریق قانون اساسی ایالتشان منع کرده بودند.

## مباحثات

### حمایت

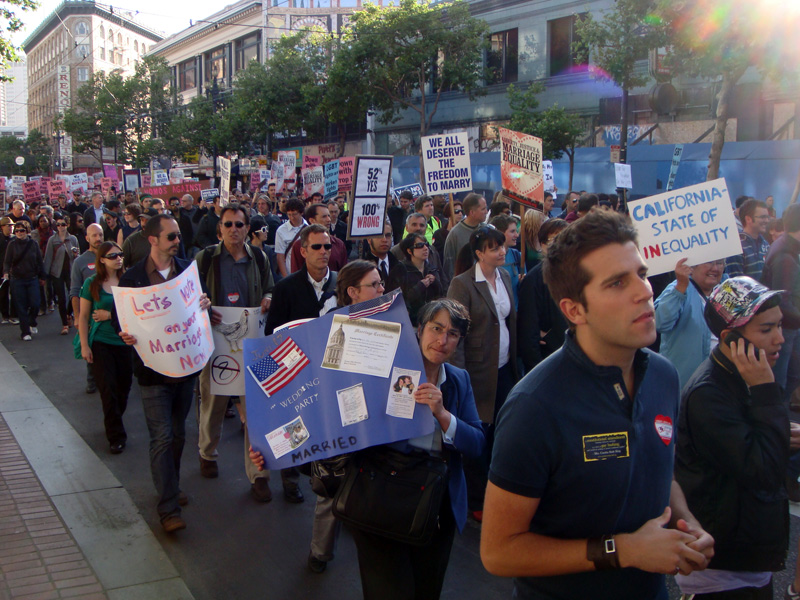
تظاهرات حامیان، سن فرنسیسکو، کالیفرنیا، ۲۰۰۹

حامیان ازدواج همجنس‌گرایان استدلال‌های مختلفی در حمایت از نظرشان می‌کنند. مارک میتبن ممنوعیت ازدواج همجنس‌گرایان را به ممنوعیت ازدواج‌های بین نژادی تشبیه می‌کند. فرناندو اسپلس استدلال می‌کند که ازدواج همجنس‌گرایان به این دلیل باید مجاز شود که ازدواج همجنس‌گرایان یک حق مدنی را به یک گروه اقلیت بسط می‌دهد. به گفته ننسی کات، یک دانشور تاریخ آمریکایی، «در واقع هیچ مقایسه‌ای وجود ندارد، زیرا هیج چیز جز ازدواج مشابه ازدواج همجنس‌گرایان نیست.
یکی دیگر از دلایلی که درحمایت از حقوق همجنسگرایان قرائت می‌شود قیاس این مسئله با حقوق زنان است. برای نمونه در گذشته از منظر دینی پذیرش برخی حقوق مسلم عصرفعلی برای زنان، در گذشته از منظر دینی امری غیر قابل باور بود اما سرانجام و با تلاش درازمدت مدافعان زنان این حقوق از هر دو گروه دیندار و غیر دیندار به رسمیت شناخته شدندد، همجنسگرایان نیز به همین سان حق طی همین مسیر را دارا می‌باشند.در پاسخ به این ادعا که حقوق زنان امری بر خلاف طبیعت نیست، ولی همجنسگرای مخالف طبیعت بشری است هم باید اظهار کرد که جدای از نقدهایی که بر اصل این ادعا وجود دارد، عین همین استدلال در گذشته از سوی مخالفان حقوق زنان ارائه می‌شد که اموری مانند اعطای حق رای و شغل و ... بر خلاف طبیعت زنان و فطرت انسانی می‌باشد.

### مخالفت

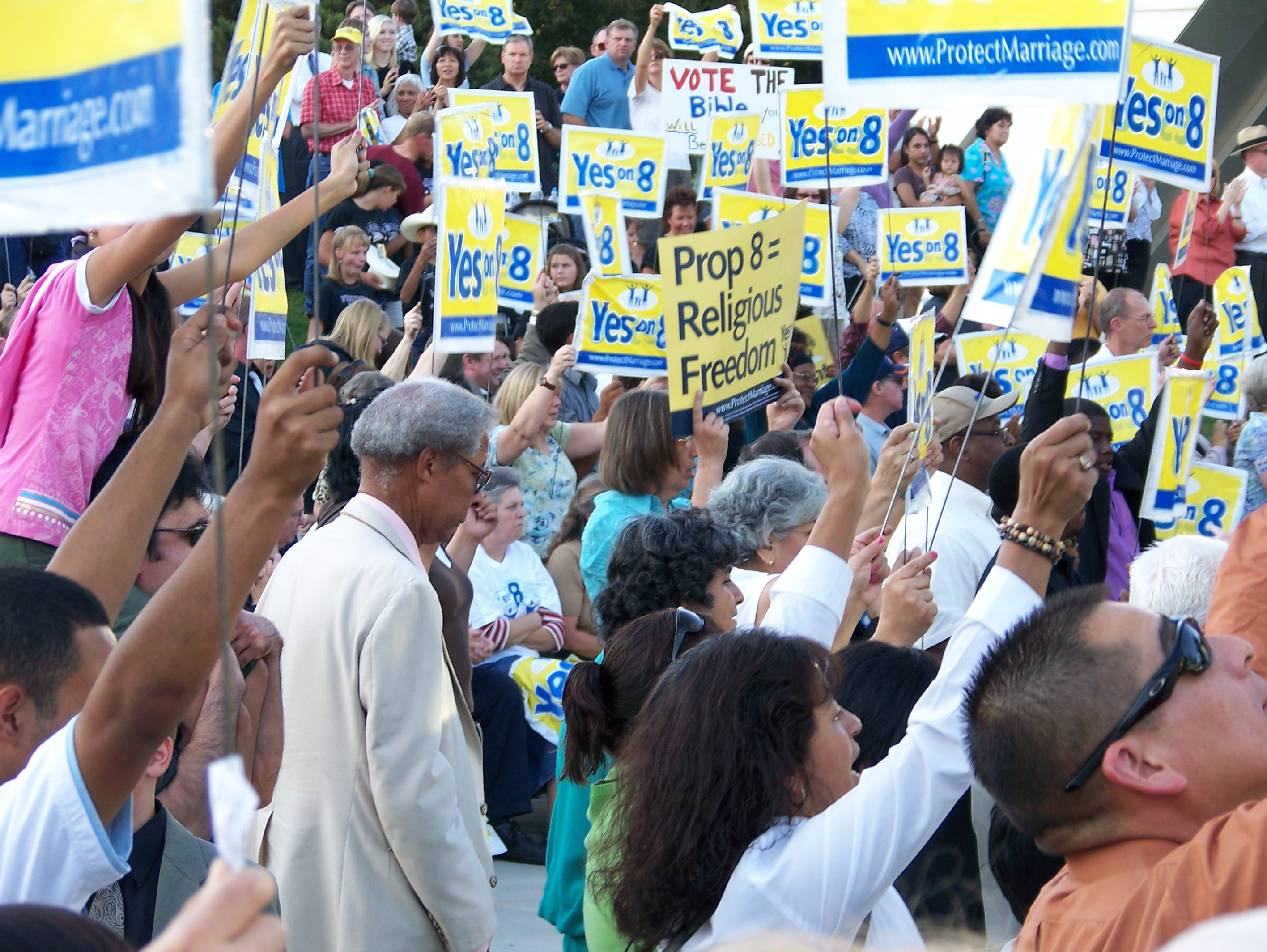
تظاهرات به نفع لایحه ۸، فرسنو، کالیفرنیا، ۲۰۰۸

مبنای استدلال مخالفین ازدواج همجنسگرایان در ایالات متحده بر دغدغه‌های سرپرستی از فرزندان، دغدغه‌های مذهبی، و این دغدغه است که تغییر دادن تعریف ازدواج ممکن است منجر به شامل شدن چندهمسری، زنای با محارم و دیگر ایده‌های روشنفکرانه بشود که در نظریه حقوق طبیعی مطرح می‌شود. کنوانسیون بپتیست جنوبی می‌گوید که گسترش دادن حقوق ازدواج به زوج‌های هم جنس ممکن است هدف سنتی از ازدواج را از بین ببرد. کلیسای عیسی مسیح قدیسان آخر زمان، کنفرانس کشیشهای کاتولیک ایالات متحده و کنوانسیون بپتیست جنوبی، و سازمان ملی ازدواج استدلال می‌کنند که بهترین نوع بزرگ کردن بچه‌ها توسط یک مادر و یک پدر است و این که قانونی کردن ازدواج همجنسگرایان می‌تواند نتیجتاً به بهترین منافع کودکان ضربه بزند. مگی گلگر از سازمان ملی ازدواج دغدغه‌هایی را در خصوص اثر ازدواج همجنسگرایان بر آزادی مذهبی و بر خیریه‌های مذهبی در ایالات متحده طرح کرده‌است. دیگر استدلال‌ها علیه ازدواج همجنسگرایان مبتنی بر این دغدغه است که فرایند بازتعریف این نهاد، ممکن است یک «جعبه پاندورا» باشد. استنلی کورتس از ویکلی استندرد نوشته است که ازدواج همجنسگرایان نهایتاً به قانونی‌سازی چندهمسری و چندمهری و ازدواج گروهی در ایالات متحده خواهتد انجامید.